# (7045) 1974 FJ
1974 أف جاي (ويعرف أيضًا باسم (7045) 1974 أف جاي وفق تسمية الكوكب الصغير) (بالإنجليزية: 1974 FJ)‏ هو كويكب ضمن حزام الكويكبات؛ وترتيبه 7045 من حيث الاكتشاف.
اكتُشف هذا الجُرم الفلكي بواسطة كارلوس توريس في 22 مارس 1974.

## وصلات خارجية
- (7045) 1974 FJ في قاعدة بيانات مختبر الدفع النفاث لأجرام النظام الشمسي الصغيرة

- الاكتشاف · مخطط المدار ·  العناصر المدارية · المعلمات المادية

- (7045) 1974 FJ على موقع ويكي سكاي: DSS2, SDSS, GALEX, IRAS, Hydrogen α, X-Ray, Astrophoto, Sky Map, Articles and images